# Volitve na Alandskih otokih
Ålandski otoki na regionalni ravni volijo zakonodajalsko telo. Diet (Lagtinget) ima 30 članov, izvoljenih za štiriletni mandat s sorazmerno zastopanostjo. Ålandski otoki imajo večstrankarski sistem s številnimi strankami, v katerih ponavadi nobena nima večine, zato morajo med seboj sodelovati pri oblikovanju koalicijskih vlad.